# Marian Tuka
Marian Tuka (ur. 27 października 1931 w Lnisnie, zm. 9 czerwca 2015) – polski rolnik, poseł na Sejm PRL IV i V kadencji.

## Życiorys
Syn Sylwestra i Marianny z domu Śmieszek. Uzyskał wykształcenie podstawowe. Pracował we własnym gospodarstwie rolnym. Należał do Związku Młodzieży Wiejskiej RP „Wici”, a potem do Związku Młodzieży Polskiej. W 1955 przystąpił do Polskiej Zjednoczonej Partii Robotniczej. Zasiadał w egzekutywie Komitetu Powiatowego partii w Skierniewicach, pełnił też funkcję I sekretarza KP PZPR w Żelaznej. Od 1958 był radnym Gromadzkiej Rady Narodowej. Został także przewodniczącym Rady Nadzorczej Powiatowego Związku Gminnych Spółdzielni w Skierniewicach, a także prezesem oddziału Ochotniczej Straży Pożarnej w Lnisnie. Działacz Kółka Rolniczego w Lnsinie, a także Spółdzielni Kółek Rolniczych w Godzianowie.
W 1965 i 1969 uzyskiwał mandat posła na Sejm PRL w okręgu Tomaszów Mazowiecki. Przez dwie kadencje zasiadał w Komisji Rolnictwa i Przemysłu Spożywczego, a w trakcie V kadencji ponadto w Komisji Drobnej Wytwórczości, Spółdzielczości Pracy i Rzemiosła.

## Odznaczenia
- Srebrny Krzyż Zasługi
- Odznaka 1000-lecia Państwa Polskiego (1966)[2]